# Pierre Marie Philippe Aristide Denfert-Rochereau
Pierre Marie Philippe Aristide Denfert-Rochereau (11. ledna 1823 v Saint-Maixent-l'École, departement Deux-Sèvres – 11. května 1878 ve Versailles) byl francouzský plukovník, proslavený svou rolí v obraně města Belfort během prusko-francouzské války.

## Životopis
Pierre Philippe Denfert-Rochereau pocházel ze šlechtické protestantské rodiny. Navštěvoval École polytechnique a École d'application de l'artillerie et du génie v Métách. Po škole v roce 1847 nastoupil jako podporučík do 2. ženijního pluku.
Při vypuknutí krymské války již Denfert-Rochereau dosáhl hodnosti kapitána. Byl těžce zraněn u Sevastopolu při prvním útoku na Fort Malakov. Po uzdravení pracoval jako učitel na vojenské škole v Métách. V roce 1860 byl převelen do Alžírska a v roce 1863 povýšen na majora (chef d'escadron).
V roce 1864 se Denfert-Rochereau stal velitelem pevnosti Belfort. Byl povýšen na podplukovníka a dne 17. října 1870 povýšen na plukovníka. Během francouzsko-pruské války posádka pevnosti pod jeho velením bránila Belfort proti všem útokům pruských obléhatelů. V důsledku toho Denfert-Rochereau dosáhl 16. února 1871 čestné kapitulace poté, co musel na příkaz ministra Julese Favra předat pevnost. Skutečnost, že pevnost byla tak houževnatě držena 103 dny, přispěla k tomu, že Belfort – ačkoliv tehdy město patřilo do departementu Haut-Rhin (Horní Alsasko) a bylo historicky jeho součástí, nebylo začleněno do nově vzniklého Reichsland Alsasko-Lotrinsko, ale zůstalo jako Territoire de Belfort Francii.
Po ukončení bojů Denfert-Rochereau ukončil vojenskou kariéru, ačkoliv ještě nedosáhl předepsané věkové hranice. Dne 8. února 1871 byl zvolen do Národního shromáždění, ale rezignoval, když shromáždění schválilo mírovou smlouvu. Dne 2. července 1871 byl znovu zvolen a v nových volbách v říjnu 1877 opět obdržel mandát do Poslanecké sněmovny, kde vstoupil do Union républicaine.
Pierre Marie Aristide Denfert-Rochereau zemřel 11. května 1878 ve Versailles.